# Championnat de Formule 2 2018
Navigation
2017 2019
Le championnat de Formule 2 2018 est la deuxième édition du championnat qui succède aux GP2 Series. Les quatre premières éditions ont été organisées de 2009 à 2012. Comportant 24 courses réparties en 12 manches, il démarre le 7 avril à Bahreïn et se termine le 26 novembre à Yas Marina.

## Écuries et pilotes
Toutes les écuries disposent de châssis Dallara F2/18 équipés de moteurs Mecachrome V6 turbo et chaussés de pneumatiques Pirelli.
| Équipe                          | N° | Pilote              | Manches |
| ------------------------------- | -- | ------------------- | ------- |
| Russian Time                    | 1  | Artem Markelov      | Toutes  |
| Russian Time                    | 2  | Tadasuke Makino     | Toutes  |
| Pertamina PREMA Theodore Racing | 3  | Sean Gelael         | Toutes  |
| Pertamina PREMA Theodore Racing | 4  | Nyck de Vries       | Toutes  |
| DAMS                            | 5  | Alexander Albon     | Toutes  |
| DAMS                            | 6  | Nicholas Latifi     | Toutes  |
| ART Grand Prix                  | 7  | Jack Aitken         | Toutes  |
| ART Grand Prix                  | 8  | George Russell      | Toutes  |
| MP Motorsport                   | 9  | Roberto Merhi       | 1-8     |
| MP Motorsport                   | 9  | Dorian Boccolacci   | 9-12    |
| MP Motorsport                   | 10 | Ralph Boschung      | 1-10    |
| MP Motorsport                   | 10 | Niko Kari           | 11-12   |
| BWT Arden                       | 11 | Maximilian Günther  | 1-11    |
| BWT Arden                       | 11 | Dan Ticktum         | 12      |
| BWT Arden                       | 12 | Nirei Fukuzumi      | Toutes  |
| Campos Vexatec Racing           | 14 | Luca Ghiotto        | Toutes  |
| Campos Vexatec Racing           | 15 | Roy Nissany         | 1-10    |
| Campos Vexatec Racing           | 15 | Roberto Merhi       | 11-12   |
| Trident                         | 16 | Santino Ferrucci    | 1-7     |
| Trident                         | 16 | Alessio Lorandi     | 8-12    |
| Trident                         | 17 | Arjun Maini         | Toutes  |
| Carlin                          | 18 | Sérgio Sette Câmara | Toutes  |
| Carlin                          | 19 | Lando Norris        | Toutes  |
| Charouz Racing System           | 20 | Louis Delétraz      | Toutes  |
| Charouz Racing System           | 21 | Antonio Fuoco       | Toutes  |

## Résultats des tests de pré-saison
| Date         | Lieu                 | Circuit                         | Pilote le plus rapide | Équipe                          | Tour le plus rapide |
| 2017         | 2017                 | 2017                            | 2017                  | 2017                            | 2017                |
| ------------ | -------------------- | ------------------------------- | --------------------- | ------------------------------- | ------------------- |
| 1er décembre | Abou Dabi            | Circuit Yas Marina              | Louis Delétraz        | MP Motorsport                   | 1 min 48 s 282      |
| 2 décembre   | Abou Dabi            | Circuit Yas Marina              | Arjun Maini           | Russian Time                    | 1 min 48 s 645      |
| 3 décembre   | Abou Dabi            | Circuit Yas Marina              | Alexander Albon       | DAMS                            | 1 min 48 s 110      |
| 2018         |                      |                                 |                       |                                 |                     |
| 7 mars       | Le Castellet, France | Circuit Paul-Ricard             | Lando Norris          | Carlin Motorsport               | 1 min 56 s 136      |
| 8 mars       | Le Castellet, France | Circuit Paul-Ricard             | Lando Norris          | Carlin Motorsport               | 1 min 42 s 226      |
| 9 mars       | Le Castellet, France | Circuit Paul-Ricard             | George Russell        | ART Grand Prix                  | 1 min 42 s 396      |
| 21 mars      | Sakhir, Bahreïn      | Circuit international de Sakhir | Nyck de Vries         | Pertamina PREMA Theodore Racing | 1 min 43 s 785      |
| 22 mars      | Sakhir, Bahreïn      | Circuit international de Sakhir | Arjun Maini           | Trident Racing                  | 1 min 42 s 779      |
| 23 mars      | Sakhir, Bahreïn      | Circuit international de Sakhir | Maximilian Günther    | BWT Arden                       | 1 min 42 s 756      |

## Calendrier
| Manche | Manche | Date         | Événement                        | Circuit                         | Lieu              | Pays                |
| ------ | ------ | ------------ | -------------------------------- | ------------------------------- | ----------------- | ------------------- |
| 1      | C      | 7 avril      | F1 Grand Prix de Bahreïn         | Circuit international de Sakhir | Sakhir            | Bahreïn             |
| 1      | S      | 8 avril      | F1 Grand Prix de Bahreïn         | Circuit international de Sakhir | Sakhir            | Bahreïn             |
| 2      | C      | 28 avril     | F1 Grand Prix d'Azerbaïdjan      | Circuit urbain de Bakou         | Bakou             | Azerbaïdjan         |
| 2      | S      | 29 avril     | F1 Grand Prix d'Azerbaïdjan      | Circuit urbain de Bakou         | Bakou             | Azerbaïdjan         |
| 3      | C      | 12 mai       | F1 Grand Prix d'Espagne          | Circuit de Barcelone            | Barcelone         | Espagne             |
| 3      | S      | 13 mai       | F1 Grand Prix d'Espagne          | Circuit de Barcelone            | Barcelone         | Espagne             |
| 4      | C      | 25 mai       | F1 Grand Prix de Monaco          | Circuit de Monaco               | Monte-Carlo       | Monaco              |
| 4      | S      | 26 mai       | F1 Grand Prix de Monaco          | Circuit de Monaco               | Monte-Carlo       | Monaco              |
| 5      | C      | 23 juin      | F1 Grand Prix de France          | Circuit Paul-Ricard             | Le Castellet      | France              |
| 5      | S      | 24 juin      | F1 Grand Prix de France          | Circuit Paul-Ricard             | Le Castellet      | France              |
| 6      | C      | 8 juillet    | F1 Grand Prix d'Autriche         | Red Bull Ring                   | Spielberg         | Autriche            |
| 6      | S      | 9 juillet    | F1 Grand Prix d'Autriche         | Red Bull Ring                   | Spielberg         | Autriche            |
| 7      | C      | 15 juillet   | F1 Grand Prix de Grande-Bretagne | Circuit de Silverstone          | Silverstone       | Royaume-Uni         |
| 7      | S      | 16 juillet   | F1 Grand Prix de Grande-Bretagne | Circuit de Silverstone          | Silverstone       | Royaume-Uni         |
| 8      | C      | 29 juillet   | F1 Grand Prix de Hongrie         | Hungaroring                     | Budapest          | Hongrie             |
| 8      | S      | 30 juillet   | F1 Grand Prix de Hongrie         | Hungaroring                     | Budapest          | Hongrie             |
| 9      | C      | 26 aout      | F1 Grand Prix de Belgique        | Circuit de Spa-Francorchamps    | Spa-Francorchamps | Belgique            |
| 9      | S      | 27 août      | F1 Grand Prix de Belgique        | Circuit de Spa-Francorchamps    | Spa-Francorchamps | Belgique            |
| 10     | C      | 2 septembre  | F1 Grand Prix d'Italie           | Autodromo Nazionale di Monza    | Monza             | Italie              |
| 10     | S      | 3 septembre  | F1 Grand Prix d'Italie           | Autodromo Nazionale di Monza    | Monza             | Italie              |
| 11     | C      | 29 septembre | F1 Grand Prix de Russie          | Autodrome de Sotchi             | Sotchi            | Russie              |
| 11     | S      | 30 septembre | F1 Grand Prix de Russie          | Autodrome de Sotchi             | Sotchi            | Russie              |
| 12     | C      | 25 novembre  | F1 Grand Prix d'Abou Dabi        | Circuit Yas Marina              | Abou Dabi         | Émirats arabes unis |
| 12     | S      | 26 novembre  | F1 Grand Prix d'Abou Dabi        | Circuit Yas Marina              | Abou Dabi         | Émirats arabes unis |

## Résultats
| Manche | Manche | Circuit           | Pole position       | Meilleur tour       | Pilote vainqueur   | Écurie gagnante                 |
| ------ | ------ | ----------------- | ------------------- | ------------------- | ------------------ | ------------------------------- |
| 1      | C      | Sakhir            | Lando Norris        | Lando Norris        | Lando Norris       | Carlin                          |
| 1      | S      | Sakhir            |                     | Nyck de Vries       | Artem Markelov     | Russian Time                    |
| 2      | C      | Bakou             | Alexander Albon     | Antonio Fuoco       | Alexander Albon    | DAMS                            |
| 2      | S      | Bakou             |                     | George Russell      | George Russell     | ART Grand Prix                  |
| 3      | C      | Barcelone         | Alexander Albon     | Artem Markelov      | George Russell     | ART Grand Prix                  |
| 3      | S      | Barcelone         |                     | George Russell      | Jack Aitken        | ART Grand Prix                  |
| 4      | C      | Monaco            | Alexander Albon     | Artem Markelov      | Artem Markelov     | Russian Time                    |
| 4      | S      | Monaco            |                     | Nicholas Latifi     | Antonio Fuoco      | Charouz Racing System           |
| 5      | C      | Le Castellet      | George Russell      | Nyck de Vries       | George Russell     | ART Grand Prix                  |
| 5      | S      | Le Castellet      |                     | Nyck de Vries       | Nyck de Vries      | Pertamina PREMA Theodore Racing |
| 6      | C      | Red Bull Ring     | George Russell      | Artem Markelov      | George Russell     | ART Grand Prix                  |
| 6      | S      | Red Bull Ring     |                     | Artem Markelov      | Artem Markelov     | Russian Time                    |
| 7      | C      | Silverstone       | George Russell      | George Russell      | Alexander Albon    | DAMS                            |
| 7      | S      | Silverstone       |                     | George Russell      | Maximilian Günther | BWT Arden                       |
| 8      | C      | Hungaroring       | Sérgio Sette Câmara | Nyck de Vries       | Nyck de Vries      | Pertamina PREMA Theodore Racing |
| 8      | S      | Hungaroring       |                     | Luca Ghiotto        | Alexander Albon    | DAMS                            |
| 9      | C      | Spa-Francorchamps | Nyck de Vries       | Nyck de Vries       | Nyck de Vries      | Pertamina PREMA Theodore Racing |
| 9      | S      | Spa-Francorchamps |                     | Nicholas Latifi     | Nicholas Latifi    | DAMS                            |
| 10     | C      | Monza             | George Russell      | Artem Markelov      | Tadasuke Makino    | Russian Time                    |
| 10     | S      | Monza             |                     | Sérgio Sette Câmara | George Russell     | ART Grand Prix                  |
| 11     | C      | Sotchi            | Nyck de Vries       | Nyck de Vries       | Alexander Albon    | DAMS                            |
| 11     | S      | Sotchi            |                     | George Russell      | George Russell     | ART Grand Prix                  |
| 12     | C      | Yas Marina        | George Russell      | Luca Ghiotto        | George Russell     | ART Grand Prix                  |
| 12     | S      | Yas Marina        |                     | George Russell      | Antonio Fuoco      | Charouz Racing System           |

## Classements
Système de points
Les points de la course principale sont attribués aux 10 premiers pilotes classés, tandis que les points de la course sprint sont attribués aux 8 premiers pilotes classés. La pole position de la course principale rapporte 4 points, et dans chaque course, 2 points sont attribués pour le meilleur tour en course réalisé par un pilote finissant dans le top 10. Ce système d'attribution des points est utilisé pour chaque manche du championnat.
Course principale :
| Position | 1er | 2e | 3e | 4e | 5e | 6e | 7e | 8e | 9e | 10e | Pole | MT |
| Points   | 25  | 18 | 15 | 12 | 10 | 8  | 6  | 4  | 2  | 1   | 4    | 2  |

Course sprint :
| Position | 1er | 2e | 3e | 4e | 5e | 6e | 7e | 8e | MT |
| Points   | 15  | 12 | 10 | 8  | 6  | 4  | 2  | 1  | 2  |

### Classement des pilotes
| Pos. | Pilote              | BAH | BAH | AZE  | AZE  | ESP  | ESP  | MON  | MON  | FRA  | FRA  | AUT  | AUT  | GBR  | GBR  | HON  | HON  | BEL  | BEL  | ITA  | ITA  | RUS  | RUS  | EAU  | EAU  | Points |
| ---- | ------------------- | --- | --- | ---- | ---- | ---- | ---- | ---- | ---- | ---- | ---- | ---- | ---- | ---- | ---- | ---- | ---- | ---- | ---- | ---- | ---- | ---- | ---- | ---- | ---- | ------ |
| 1    | George Russell      | 5   | 19  | 12   | 1    | 1    | 4    | Abd. | Abd. | 1    | 17   | 1    | 2    | 2    | 2    | Abd. | 8    | 3    | 7    | 4    | 1    | 4    | 1    | 1    | 4    | 287    |
| 2    | Lando Norris        | 1   | 4   | 6    | 4    | 3    | 3    | 6    | 3    | 16   | 5    | 2    | 11   | 10   | 3    | 2    | 4    | 4    | 2    | 6    | 5    | Abd. | Abd. | 5    | 2    | 219    |
| 3    | Alexander Albon     | 4   | 13  | 1    | 13   | 5    | 2    | Abd. | Abd. | Abd. | 7    | 5    | 5    | 1    | 7    | 5    | 1    | 5    | 3    | 3    | Abd. | 1    | 3    | 14   | 8    | 212    |
| 4    | Nyck de Vries       | 6   | 5   | Abd. | 2    | 2    | Abd. | Abd. | 9    | 5    | 1    | Abd. | 14   | 7    | 6    | 1    | 7    | 1    | 4    | 9    | 17   | 3    | 4    | 4    | 5    | 202    |
| 5    | Artem Markelov      | 3   | 1   | Abd. | Abd. | 8    | 9    | 1    | 4    | 14   | 14†  | 8    | 1    | 6    | 4    | 8    | 13   | 6    | 5    | 2    | 2    | 11   | 5    | 2    | 7    | 186    |
| 6    | Sérgio Sette Câmara | 2   | 3   | 4    | Dsq. | 7    | Abd. | Np.  | Np.  | 2    | 6    | 6    | 3    | Abd. | 17   | 7    | 3    | 2    | 9    | 7    | 3    | 5    | 2    | 16   | 10   | 164    |
| 7    | Antonio Fuoco       | 17  | 12  | 3    | Np.  | 10   | 7    | 8    | 1    | 4    | 4    | 3    | 4    | 3    | Abd. | 3    | 17   | 17   | 19   | Dsq. | 10   | 6    | 9    | 7    | 1    | 141    |
| 8    | Luca Ghiotto        | 12  | 6   | Abd. | 14   | 4    | 5    | Abd. | 10   | 3    | 3    | 12   | 13   | 5    | 10   | 6    | 2    | 7    | 6    | 10   | 6    | Abd. | 14   | 3    | 9    | 111    |
| 9    | Nicholas Latifi     | 11  | 10  | 5    | 3    | 14   | 8    | 9    | 8    | 7    | 8    | 11   | 8    | 17   | 16   | Abd. | 16   | 8    | 1    | 5    | 4    | 2    | Abd. | Abd. | 15   | 91     |
| 10   | Louis Delétraz      | 13  | 9   | Abd. | 10   | Abd. | 10   | 4    | 2    | 6    | 2    | Abd. | Abd. | 4    | 5    | 17   | 9    | 18   | 13   | 13   | 11   | 12   | 13   | 6    | 6    | 74     |
| 11   | Jack Aitken         | 9   | 18  | 2    | 11   | 6    | 1    | 7    | Abd. | 11   | Np.  | Abd. | 18   | 13   | 12   | 4    | 10   | 11   | 10   | 17†  | 8    | 14   | Abd. | 10   | 13   | 63     |
| 12   | Roberto Merhi       | Np. | 11  | 8    | 7    | 13   | Abd. | 3    | 7    | Dsq. | 15   | 4    | 16   | 11   | 9    | 11   | 5    |      |      |      |      | 9    | 6    | 8    | 3    | 61     |
| 13   | Tadasuke Makino     | 19  | 17  | 9    | 9    | 9    | Abd. | 14†  | Abd. | 8    | Abd. | 7    | 6    | 12   | 11   | 9    | 12   | 12   | 11   | 1    | 14   | 10   | 11   | 9    | Abd. | 48     |
| 14   | Maximilian Günther  | 8   | 2   | Abd. | 15†  | Abd. | 12   | 11   | 6    | 12   | 11   | 15   | 12   | 8    | 1    | 16   | Abd. | 9    | 16   | 12   | 16   | 16†  | 10   |      |      | 41     |
| 15   | Sean Gelael         | 7   | 16  | 10   | Abd. | Abd. | 6    | 2    | Abd. | Abd. | 18   | 13   | Abd. | Abd. | 15   | 13   | 11   | 16   | Abd. | 11   | Abd. | Np.  | 12   | 17   | Abd. | 29     |
| 16   | Arjun Maini         | 15  | 14  | Abd. | 5    | Abd. | 13   | 5    | 5    | 10   | 13   | 14   | 10   | 14   | 13   | 12   | 14   | 14   | 8    | Abd. | 9    | 15   | 15   | Abd. | Abd. | 24     |
| 17   | Nirei Fukuzumi      | 18  | 8   | 13   | 12   | 11   | Abd. | 10   | 11†  | 9    | 12   | 9    | 9    | Abd. | Np.  | 10   | 6    | Abd. | 17   | 14   | 13   | 8    | 7    | Abd. | 12   | 17     |
| 18   | Ralph Boschung      | 10  | 7   | 7    | 8    | Abd. | Abd. | Abd. | Abd. | Abd. | 16   | Abd. | 15   | 9    | 8    | 18   | Abd. | Abd. | 12   | 8    | Abd. |      |      |      |      | 17     |
| 19   | Santino Ferrucci    | 14  | 20  | 11   | 6    | Np.  | 11   | 13   | 12†  | 13   | 9    | 10   | 7    | 16   | Dsq. |      |      |      |      |      |      |      |      |      |      | 7      |
| 20   | Alessio Lorandi     |     |     |      |      |      |      |      |      |      |      |      |      |      |      | 14   | Abd. | 13   | 15   | 15   | 12   | 7    | Abd. | 13   | 14   | 6      |
| 21   | Dorian Boccolacci   |     |     |      |      |      |      |      |      |      |      |      |      |      |      |      |      | 15   | 18   | Abd. | 7    | 13   | 8    | 12   | 11   | 3      |
| 22   | Roy Nissany         | 16  | 15  | Abd. | Abd. | 12   | 14   | 12   | Abd. | 15   | 10   | Abd. | 17   | 15   | 14   | 15   | 15   | 10   | 14   | 16   | 15   |      |      |      |      | 1      |
| 23   | Dan Ticktum         |     |     |      |      |      |      |      |      |      |      |      |      |      |      |      |      |      |      |      |      |      |      | 11   | Abd. | 0      |
| 24   | Niko Kari           |     |     |      |      |      |      |      |      |      |      |      |      |      |      |      |      |      |      |      |      | Abd. | Abd. | 15   | Abd. | 0      |
| Pos. | Pilote              | BAH | BAH | AZE  | AZE  | ESP  | ESP  | MON  | MON  | FRA  | FRA  | AUT  | AUT  | GBR  | GBR  | HON  | HON  | BEL  | BEL  | ITA  | ITA  | RUS  | RUS  | EAU  | EAU  | Points |

| Couleur  | Résultat                                                                                         |
| -------- | ------------------------------------------------------------------------------------------------ |
| Or       | Vainqueur                                                                                        |
| Argent   | 2e place                                                                                         |
| Bronze   | 3e place                                                                                         |
| Vert     | Classé dans les points                                                                           |
| Bleu     | Classé hors des points Non classé (Nc.)                                                          |
| Violet   | Abandon (Abd.)                                                                                   |
| Rouge    | Non qualifié (Nq.) Non pré-qualifié (Npq.)                                                       |
| Noir     | Disqualifié (Dsq.)                                                                               |
| Blanc    | Non partant (Np.) Forfait (Forf.) Suspendu (Susp.) Course annulée (A.)                           |
| Gras     | Pole position                                                                                    |
| Italique | Meilleur tour en course                                                                          |
| *        | Le pilote a abandonné mais est classé pour avoir parcouru plus de 90 % de la distance de course. |
| +        | Résultat en course Sprint (si arrivée dans les points).                                          |

### Classement des écuries
| Pos. | Écurie                          | No. | BAH | BAH | AZE  | AZE  | ESP  | ESP  | MON  | MON  | FRA  | FRA  | AUT  | AUT  | GBR  | GBR  | HON  | HON  | BEL  | BEL  | ITA  | ITA  | RUS  | RUS  | EAU  | EAU  | Points |
| ---- | ------------------------------- | --- | --- | --- | ---- | ---- | ---- | ---- | ---- | ---- | ---- | ---- | ---- | ---- | ---- | ---- | ---- | ---- | ---- | ---- | ---- | ---- | ---- | ---- | ---- | ---- | ------ |
| 1    | Carlin                          | 18  | 2   | 3   | 4    | Dsq. | 7    | Abd. | Np.  | Np.  | 2    | 6    | 6    | 3    | Abd. | 17   | 7    | 3    | 2    | 9    | 7    | 3    | 5    | 2    | 16   | 10   | 381    |
| 1    | Carlin                          | 19  | 1   | 4   | 6    | 4    | 3    | 3    | 6    | 3    | 16   | 5    | 2    | 11   | 10   | 3    | 2    | 4    | 4    | 2    | 6    | 5    | Abd. | Abd. | 5    | 2    | 381    |
| 2    | ART Grand Prix                  | 7   | 9   | 18  | 2    | 11   | 6    | 1    | 7    | Abd. | 11   | Np.  | Abd. | 18   | 13   | 12   | 4    | 10   | 11   | 10   | 17†  | 8    | 14   | Abd. | 10   | 13   | 350    |
| 2    | ART Grand Prix                  | 8   | 5   | 19  | 12   | 1    | 1    | 4    | Abd. | Abd. | 1    | 17   | 1    | 2    | 2    | 2    | Abd. | 8    | 3    | 7    | 4    | 1    | 4    | 1    | 1    | 4    | 350    |
| 3    | DAMS                            | 5   | 4   | 13  | 1    | 13   | 5    | 2    | Abd. | Abd. | Abd. | 7    | 5    | 5    | 1    | 7    | 5    | 1    | 5    | 3    | 3    | Abd. | 1    | 3    | 14   | 8    | 303    |
| 3    | DAMS                            | 6   | 11  | 10  | 5    | 3    | 14   | 8    | 9    | 8    | 7    | 8    | 11   | 8    | 17   | 16   | Abd. | 16   | 8    | 1    | 5    | 4    | 2    | Abd. | Abd. | 15   | 303    |
| 4    | Russian Time                    | 1   | 3   | 1   | Abd. | Abd. | 8    | 9    | 1    | 4    | 14   | 14†  | 8    | 1    | 6    | 4    | 8    | 13   | 6    | 5    | 2    | 2    | 11   | 5    | 2    | 7    | 234    |
| 4    | Russian Time                    | 2   | 19  | 17  | 9    | 9    | 9    | Abd. | 14†  | Abd. | 8    | Abd. | 7    | 6    | 12   | 11   | 9    | 12   | 12   | 11   | 1    | 14   | 10   | 11   | 9    | Abd. | 234    |
| 5    | Pertamina Prema Theodore Racing | 3   | 7   | 16  | 10   | Abd. | Abd. | 6    | 2    | Abd. | Abd. | 18   | 13   | Abd. | Abd. | 15   | 13   | 11   | 16   | Abd. | 11   | Abd. | Np.  | 12   | 17   | Abd. | 231    |
| 5    | Pertamina Prema Theodore Racing | 4   | 6   | 5   | Abd. | 2    | 2    | Abd. | Abd. | 9    | 5    | 1    | Abd. | 14   | 7    | 6    | 1    | 7    | 1    | 4    | 9    | 17   | 3    | 4    | 4    | 5    | 231    |
| 6    | Charouz Racing System           | 20  | 13  | 9   | Abd. | 10   | Abd. | 10   | 4    | 2    | 6    | 2    | Abd. | 15   | 4    | 5    | 17   | 9    | 18   | 13   | 13   | 11   | 12   | 13   | 6    | 6    | 211    |
| 6    | Charouz Racing System           | 21  | 17  | 12  | 3    | Np.  | 10   | 7    | 8    | 1    | 4    | 4    | 3    | 4    | 3    | Abd. | 3    | 17   | 17   | 19   | Dsq. | 10   | 6    | 9    | 7    | 1    | 211    |
| 7    | Campos Vexatec Racing           | 14  | 12  | 6   | Abd. | 14   | 4    | 5    | Abd. | 10   | 3    | 3    | 12   | 13   | 5    | 10   | 6    | 2    | 7    | 6    | 10   | 6    | Abd. | 14   | 3    | 9    | 129    |
| 7    | Campos Vexatec Racing           | 15  | 16  | 15  | Abd. | Abd. | 12   | 14   | 12   | Abd. | 15   | 10   | Abd. | 17   | 15   | 14   | 15   | 15   | 10   | 14   | 16   | 15   | 9    | 6    | 8    | 3    | 129    |
| 8    | MP Motorsport                   | 9   | Np. | 11  | 8    | 7    | 13   | Abd. | 3    | 7    | Dsq. | 15   | 4    | 16   | 11   | 9    | 11   | 5    | 15   | 18   | Abd. | 7    | 13   | 8    | 12   | 11   | 61     |
| 8    | MP Motorsport                   | 10  | 10  | 7   | 7    | 8    | Abd. | Abd. | Abd. | Abd. | Abd. | 16   | Abd. | 15   | 9    | 8    | 18   | Abd. | Abd. | 12   | 8    | Abd. | Abd. | Abd. | 15   | Abd. | 61     |
| 9    | BWT Arden                       | 11  | 8   | 2   | Abd. | 15†  | Abd. | 12   | 11   | 6    | 12   | 11   | 15   | 12   | 8    | 1    | 16   | Abd. | 9    | 16   | 12   | 16   | 16†  | 10   | 11   | Abd. | 58     |
| 9    | BWT Arden                       | 12  | 18  | 8   | 13   | 12   | 11   | Abd. | 10   | 11†  | 9    | 12   | 9    | 9    | Abd. | Np.  | 10   | 6    | Abd. | 17   | 14   | 13   | 8    | 7    | Abd. | 12   | 58     |
| 10   | Trident                         | 16  | 15  | 14  | Abd. | 5    | Abd. | 13   | 5    | 5    | 10   | 13   | 14   | 10   | 14   | 13   | 12   | 14   | 14   | 8    | Abd. | 9    | 15   | 15   | Abd. | Abd. | 37     |
| 10   | Trident                         | 17  | 14  | 20  | 11   | 6    | Np.  | 11   | 13   | 12†  | 13   | 9    | 10   | 7    | 16   | Dsq. | 14   | Abd. | 13   | 15   | 15   | 12   | 7    | Abd. | 13   | 14   | 37     |
| Pos. | Écurie                          | No. | BAH | BAH | AZE  | AZE  | ESP  | ESP  | MON  | MON  | FRA  | FRA  | AUT  | AUT  | GBR  | GBR  | HON  | HON  | BEL  | BEL  | ITA  | ITA  | RUS  | RUS  | EAU  | EAU  | Points |

| Couleur  | Résultat                                                                                         |
| -------- | ------------------------------------------------------------------------------------------------ |
| Or       | Vainqueur                                                                                        |
| Argent   | 2e place                                                                                         |
| Bronze   | 3e place                                                                                         |
| Vert     | Classé dans les points                                                                           |
| Bleu     | Classé hors des points Non classé (Nc.)                                                          |
| Violet   | Abandon (Abd.)                                                                                   |
| Rouge    | Non qualifié (Nq.) Non pré-qualifié (Npq.)                                                       |
| Noir     | Disqualifié (Dsq.)                                                                               |
| Blanc    | Non partant (Np.) Forfait (Forf.) Suspendu (Susp.) Course annulée (A.)                           |
| Gras     | Pole position                                                                                    |
| Italique | Meilleur tour en course                                                                          |
| *        | Le pilote a abandonné mais est classé pour avoir parcouru plus de 90 % de la distance de course. |
| +        | Résultat en course Sprint (si arrivée dans les points).                                          |